# Nekrolog 1510
Nekrolog
◄◄
| ◄
| 1506
| 1507
| 1508
| 1509
| 1510 | 1511 | 1512 | 1513 | 1514 | ► | ►►
Weitere Ereignisse | Allgemeiner Nekrolog 1510
Die Beschreibung der verstorbenen Person sollte so kurz wie möglich gehalten sein und nur deren signifikante Tätigkeit(en) enthalten.
Neue Namen ggf. auch unter dem Geburts- und Sterbedatum, also etwa unter 1. Januar und im Geburts- und Sterbejahr (2024) eintragen (nur bei entsprechender großer Wichtigkeit). Für Beispiele siehe die schon vorhandenen Artikel.
Außerdem über die fünf zuletzt Verstorbenen, zu denen es einen ausreichend guten Artikel für eine Präsentation auf der Hauptseite gibt, nach der todesbedingten Überarbeitung der Artikel ggf. auch unter Wikipedia Diskussion:Hauptseite informieren und sie am besten auch in den anderen Wikipedia-Sprachversionen eintragen. Tipp: Regelmäßig bei news.google.de nach „ist tot“, „gestorben“ oder „verstorben“ suchen.
Wenn eine Person gestorben ist, gibt es viele Seiten zu dieser Person in der Wikipedia, die davon auch betroffen sind und entsprechend aktualisiert werden müssen. Beispiele: Namenübersichtsseite, Geburtsjahr, Geburtsort-Seiten und viele mehr.
Wie finde ich die betroffenen Seiten?
Im Suchfeld auf der linken Seite gibt man den Suchbegriff so ein: „Vorname Nachname“. Dann klickt man auf Volltext und alle Seiten mit entsprechendem Suchtext werden aufgerufen. Hier sieht man dann schnell, wo auch das Todesjahr Sinn macht oder sogar ein Teil des Artikels angepasst werden muss. Auch hilft das „Werkzeug“ auf der linken Seite sehr gut, um solche Seiten aufzufinden: „Links auf diese Seite“. Somit ist die Wikipedia wieder aktuell in allen Bereichen! Hinweis: bei Eintragung der Kategorie „Gestorben JAHR“ wird der Missbrauchsfilter 49 ausgelöst, was jedoch nicht schlimm ist. Siehe: Spezial:Missbrauchsfilter/49
Dies ist eine Liste von im Jahr 1510 verstorbenen bekannten Persönlichkeiten. Die Einträge erfolgen innerhalb der einzelnen Daten alphabetisch sortiert. Tiere sind im Nekrolog für Tiere zu finden.

## Januar
| Tag        | Name                | Beruf, bekannt als                                                                       | Alter | Beleg |
| ---------- | ------------------- | ---------------------------------------------------------------------------------------- | ----- | ----- |
| 5. Januar  | Johannes Nauclerus  | erster Rektor und späterer Kanzler der Universität Tübingen; Verfasser einer Weltchronik |       |       |
| 13. Januar | Florian Waldauf     | Tiroler Ritter                                                                           |       |       |
| 24. Januar | Johannes Dürnberger | österreichischer römisch-katholischer Ordenspriester und Propst von Stift Seckau         | 62    |       |
| 27. Januar | Thomas Brandon      | englischer Diplomat und Höfling unter Heinrich VII.                                      |       |       |

## Februar
| Tag         | Name               | Beruf, bekannt als                            | Alter | Beleg |
| ----------- | ------------------ | --------------------------------------------- | ----- | ----- |
| 1. Februar  | Sidonie von Böhmen | sächsische Herzogin                           | 60    |       |
| 8. Februar  | Francesco Bianchi  | italienischer Maler der Renaissance           |       |       |
| 28. Februar | Juan de la Cosa    | spanischer Seefahrer, Kartograf und Entdecker |       |       |

## März
| Tag      | Name                          | Beruf, bekannt als                                    | Alter | Beleg |
| -------- | ----------------------------- | ----------------------------------------------------- | ----- | ----- |
| 1. März  | Francisco de Almeida          | portugiesischer Seefahrer                             |       |       |
| 10. März | Johann Geiler von Kaysersberg | deutscher Prediger und Theologe                       | 64    |       |
| 12. März | Mihnea I. cel Rău             | Woiwode der Walachei                                  |       |       |
| 27. März | Beatrice de Frangepan         | Markgräfin von Brandenburg-Ansbach, Erbin von Hunyadi |       |       |

## April
| Tag       | Name                     | Beruf, bekannt als                     | Alter | Beleg |
| --------- | ------------------------ | -------------------------------------- | ----- | ----- |
| 10. April | Jacopo IV. Appiano       | italienischer Adeliger                 |       |       |
| 19. April | Ulrich Fugger der Ältere | Augsburger Kaufmann                    | 68    |       |
| 20. April | Wilwolt von Schaumberg   | fränkischer Niederadliger und Feldherr |       |       |

## Mai
| Tag     | Name                          | Beruf, bekannt als                                                         | Alter | Beleg |
| ------- | ----------------------------- | -------------------------------------------------------------------------- | ----- | ----- |
| 1. Mai  | Giuliano Cesarini der Jüngere | italienischer Kardinal                                                     | 43    |       |
| 12. Mai | Johann Bertolf                | deutscher Schöffe und Bürgermeister der Freien Reichsstadt Aachen          |       |       |
| 17. Mai | Sandro Botticelli             | italienischer Maler und Zeichner der Florentiner Schule in der Renaissance | 65    |       |
| 25. Mai | Georges d’Amboise             | Kardinal und Minister Ludwigs XII.                                         |       |       |

## Juni
| Tag      | Name                           | Beruf, bekannt als                                              | Alter | Beleg |
| -------- | ------------------------------ | --------------------------------------------------------------- | ----- | ----- |
| 7. Juni  | Johannes Fischer               | Weihbischof in Naumburg                                         |       |       |
| 24. Juni | Johann von Waldburg-Sonnenberg | deutscher Adliger                                               |       |       |
| 26. Juni | Kilian Horn                    | deutscher Universitätsrektor                                    |       |       |
| 28. Juni | Philipp von Hoerde             | Herr auf Boke, Dompropst in Münster und Landdrost von Westfalen |       |       |

## Juli
| Tag      | Name             | Beruf, bekannt als             | Alter | Beleg |
| -------- | ---------------- | ------------------------------ | ----- | ----- |
| 10. Juli | Caterina Cornaro | Königin von Zypern (1474–1489) | 55    |       |
| 16. Juli | Ludwig Moser     | Schweizer Mönch und Übersetzer |       |       |
| 27. Juli | Giovanni Sforza  | Stadtherr von Pesaro           | 44    |       |
| 28. Juli | Georg Alt        | Übersetzer und Historiograph   |       |       |

## September
| Tag           | Name                   | Beruf, bekannt als                  | Alter | Beleg |
| ------------- | ---------------------- | ----------------------------------- | ----- | ----- |
| 7. September  | Rudolf IV.             | Fürst von Anhalt-Bernburg           |       |       |
| 15. September | Katharina von Genua    | italienische Geistliche und Heilige | 63    |       |
| 18. September | Ursula von Brandenburg | Herzogin zu Mecklenburg             | 21    |       |

## Oktober
| Tag         | Name                     | Beruf, bekannt als             | Alter | Beleg |
| ----------- | ------------------------ | ------------------------------ | ----- | ----- |
| 5. Oktober  | Giovanni Stefano Ferrero | italienischer Kardinal         | 36    |       |
| 7. Oktober  | Karl von Baden           | Domherr in Straßburg und Trier | 34    |       |
| 17. Oktober | Johannes Bonemilch       | Mainzer Weihbischof            |       |       |
| 25. Oktober | Giorgione                | italienischer Maler            |       |       |

## November
| Tag          | Name                                | Beruf, bekannt als                                | Alter | Beleg |
| ------------ | ----------------------------------- | ------------------------------------------------- | ----- | ----- |
| 11. November | Bohuslaus Lobkowicz von Hassenstein | Humanist, Staatsmann, Rechtsgelehrter und Dichter |       |       |
| 23. November | Pierre de Blarru                    | französischer Kanoniker                           | 73    |       |

## Dezember
| Tag          | Name                  | Beruf, bekannt als                                                            | Alter | Beleg |
| ------------ | --------------------- | ----------------------------------------------------------------------------- | ----- | ----- |
| 1. Dezember  | Mohammed Scheibani    | usbekischer Khan und Staatsbegründer                                          |       |       |
| 9. Dezember  | Hartmannus Hartmanni  | deutscher Rechtsgelehrter und Kanoniker an der Heidelberger Heiliggeistkirche |       |       |
| 9. Dezember  | Luis Juan del Milà    | Kardinal                                                                      |       |       |
| 14. Dezember | Friedrich von Sachsen | Hochmeister des Deutschen Ordens                                              | 37    |       |
| 31. Dezember | Bianca Maria Sforza   | Ehefrau Maximilians I. (HRR)                                                  | 38    |       |

## Datum unbekannt
| Tag | Name                | Beruf, bekannt als                            | Alter | Beleg |
| --- | ------------------- | --------------------------------------------- | ----- | ----- |
|     | Agüeybaná           | Cacique (Häuptling) der Taínos in Puerto Rico |       |       |
|     | Otto Brussow        | deutscher römisch-katholischer Theologe       |       |       |
|     | Johann Hertze       | Bürgermeister der Hansestadt Lübeck           |       |       |
|     | Ludeke Hollant      | Braunschweiger Ratsherr und Bürgermeister     |       |       |
|     | Jasper Lange        | Kaufmann und Ratsherr der Hansestadt Lübeck   |       |       |
|     | Otto III.           | Graf von Holstein-Schauenburg                 |       |       |
|     | William Parker      | englischer Adliger                            |       |       |
|     | Otte Rud            | dänischer Heer- und Flottenführer             |       |       |
|     | Absolon Stumme      | norddeutscher Maler der Spätgotik             |       |       |
|     | Johann von Viermund | Herr von Nordenbeck                           |       |       |